# Valev Uibopuu
Valev Uibopuu (* 19. Oktober 1913 in Vana-Antsla, im Gouvernement Livland; † 18. März 1997 in Lund, Schweden) war ein estnischer Journalist, Gelehrter und Schriftsteller. Er gehört zu den bekanntesten Exilschriftstellern Estlands.

## Leben
Uibopuu wurde am 19. Oktober 1913 in Vana-Antsla, im estnischen Kreis Võru, als Sohn eines Forstbeamten geboren und wuchs mit seinen Eltern sowie einem Bruder und einer Schwester auf.
Seine Kindheit, welche er vor allem in Iigaste und Haabsaare verbrachte, war von zahlreichen Umzügen geprägt. Ein einschneidendes Erlebnis war die Festnahme und Hinrichtung seines Vaters durch die Rote Armee im Jahre 1919. Die Erzählungen seiner Mutter über diesen sollten sich als später als einer der prägenden Einflüsse auf das Schaffen des Autors erweisen. Uibopuu lernte an den Grundschulen von Tartu, Karaski und Linnamäe sowie an der weiterführenden Grundschule von Kanepi. Im Anschluss daran besuchte er das Gymnasium von Otepää.
In den Jahren vor dem Gang ins Exil war Uibopuu als Journalist in Valga und Tallinn unter anderem für die Zeitschriften Perekonnaleht und Eesti sõna tätig und begann bereits zu dieser Zeit an eigenen literarischen Werken zu schreiben. Als die Rote Armee 1943 in Estland einfiel, flüchtete Uibopuu nach Finnland, wo er zunächst für verschiedene Bibliotheken arbeitete. Von Finnland floh er nach der Erweiterung des sowjetischen Einflussgebietes nach Schweden. Dort setzte er seine journalistische Tätigkeit für die Zeitschrift Välis-Eesti fort und arbeitete später für den Verlag Eesti kirjanike kooperatiiv. Am Estnischen Gymnasium in Stockholm legte Uibopuu 1953 das Abitur ab.
1954 kehrte Uibopuu nach Finnland zurück und immatrikulierte sich an der Universität von Helsinki. Nach seinem Studium der theoretischen Philosophie und Psychologie kehrte er jedoch nach Schweden zurück. Die Universität Lund verlieh ihm 1958 den Titel Magister Artium. In seiner 1970 veröffentlichten Dissertationsschrift befasste sich Uibopuu unter dem Titel Similarkomparative Konstruktionen im Finnischen und Estnischen wiederum mit den der finnougrischen Sprachwissenschaft. Bis zu seiner Pensionierung 1980 war er an der Universität Lund als Dozent tätig.
Uibopuu verstarb am 18. März 1997 im Alter von 83 Jahren in Lund. Sein Leichnam wurde nach Estland überführt und auf dem Friedhof von Lüllemäe beigesetzt.

## Werke
Sein literarisches Schaffen begann Uibopuu bereits in den 1930er Jahren, während er als Journalist in Valga tätig war. Seine im Exil geschriebenen Werke verfasste selten auch in Finnischer Sprache. In deutscher Übersetzung liegt nur der Roman Keegi ei kuule meid (Keiner hört uns) von 1948 vor.
Auswahl an Werken:
- Väravate all, 1936 (Unter den Toren)
- Hõbedane õng, 1940 (Die silberne Blüte)
- Viljatu puu, 1940 (Der unfruchtbare Baum) – Novellensammlung
- Metsamajake, 1941 (Das Waldhäuschen)
- Häkkilinnut, 1945 in finnischer Sprache (Vögel im Käfig) – Novellensammlung
- Võõras kodu, 1945 (fremdes Heim) – Roman
- Linnud puuris, 1946
- Keegi ei kuule meid, 1948 (Keiner hört uns) – Roman
  - Deutsche Übersetzung: Keiner hört uns. Übersetzt von Benita Eisenschmidt. [Tallinn / Hamburg:] Bibliotheca Baltica 1993. 402 S.
- Kahju läinud aegadest, 1949 (Schade um vergangene Zeiten) – Novellensammlung
- Neli tuld, 1951 (Vier Feuer) – Roman
- Igavene küla, 1954 (Das ewige Dorf) – Novellensammlung
- Janu, 1957 (Durst) – Roman
- Maskuse muutumised, 1961 – (Markus’ Wandlungen)
- Mosaiik: novelle ja laaste, 1962
- Similarkomparative konstruktionen im Finnischen und Estnischen, 1970 (Dissertationsschrift)
- Lademed, 1970 (Lagerstätten)
- Tosseli serenaad: jutustusi, novelle ja dialooge, 1982
- Ingenstans att ta vägen, 1983
- Meie ja meie hõimud, 1984 (Wir und unsere Stämme In: Lagman, Herbert (1988): Finnougrierna och deras språk. Studentlitteratur.)
- Ajovoolu võrendikest, 1987
- Kaks inimelu ajapöördeis (Zwei Menschenleben im Wandel)
  - 1. Buch: Mina ja Tema, 1990 (Ich und sie)
  - 2. Buch: Ainult juhus, 1991 (Nur Zufall)
- Muutunud maailm, 1997 (Die veränderte Welt)

## Auszeichnungen
- 1985 Preis der Dr. Arthur Puksov Stiftung (Kanada)
- 1993/1994 Preis des Instituts für Immigration

## Mitgliedschaften
- schwedischer P.E.N. Klub
- Finnougrische Gesellschaft
- Finnische Literaturgesellschaft
- Institut für Immigration